# Reich and Lièvre

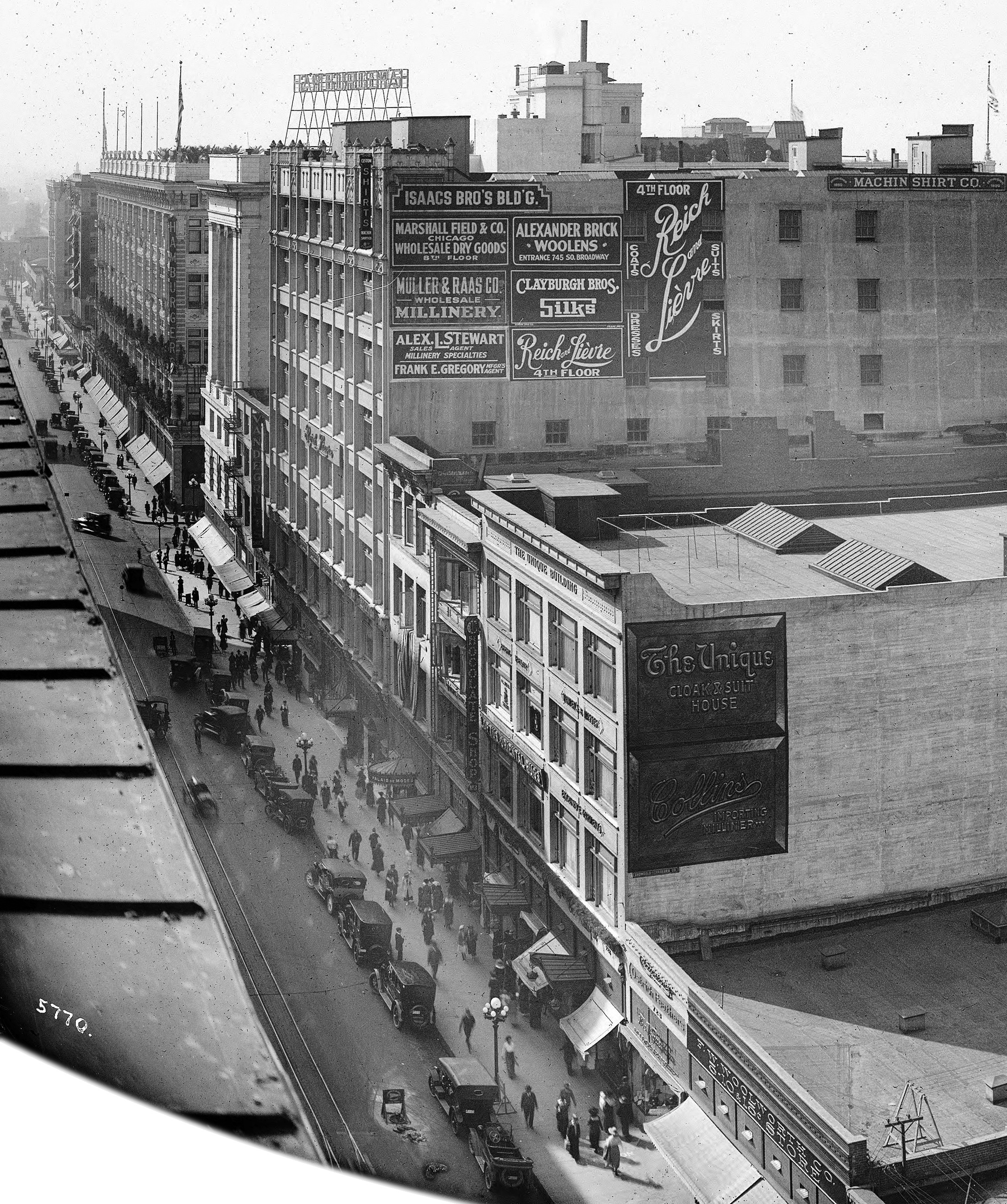
Broadway, kijkend naar het zuiden vanaf 7th Street in 1917. Het opvallende Reich en Lièvre-bord is het meest rechtse bord op het Isaac Bros.-gebouw.

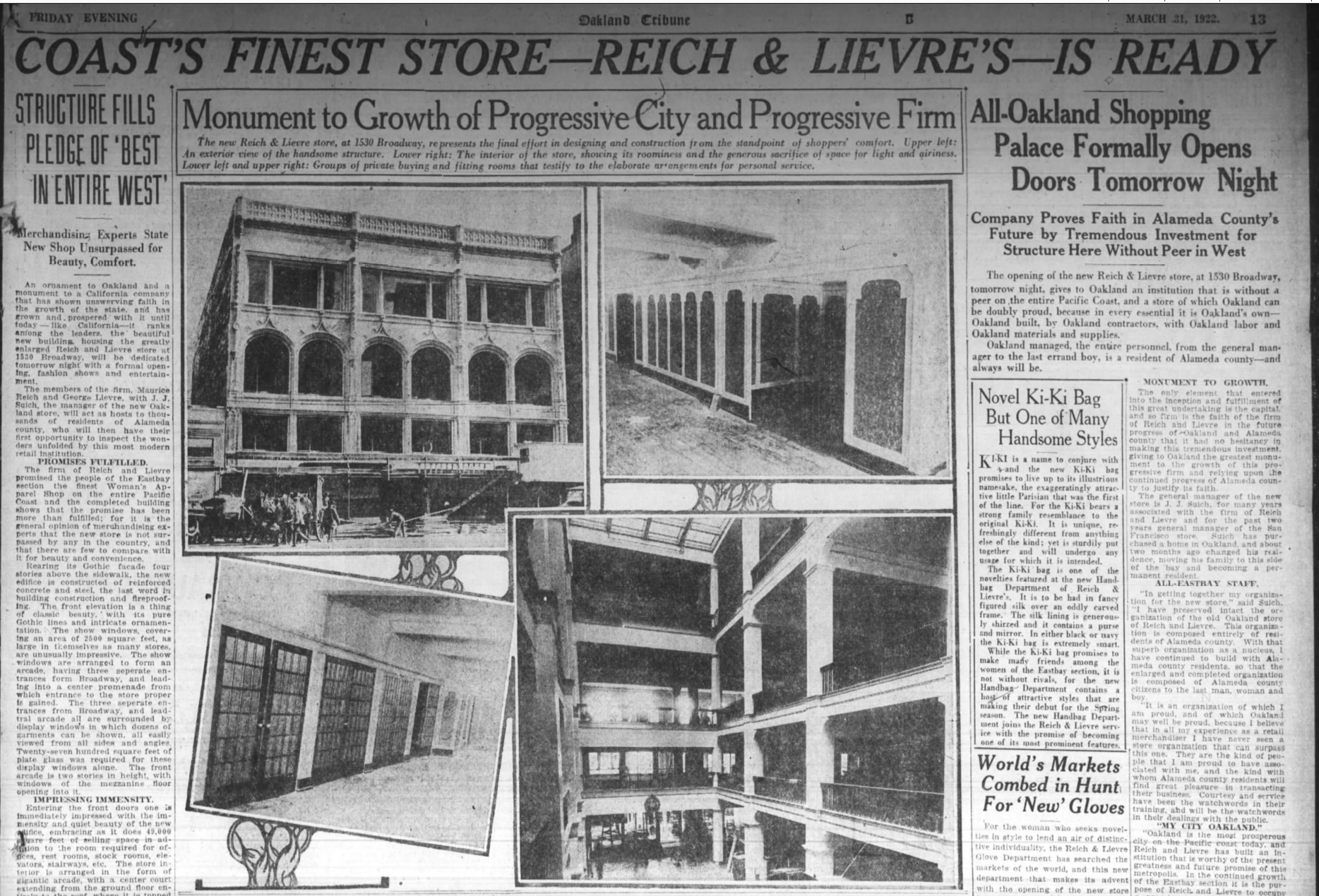
Advertentie van Reich en Lièvre voor de opening van een winkel in Oakland in 1922

Reich and Lièvre was een winkelketen in de Amerikaanse staat Californië die begin 1900 ontstond en zich richtte op exclusieve dameskleding. Destijds werden deze winkels ook wel 'mantel- en pakkenwinkels' genoemd. Het bedrijf werd opgericht door Maurice Reich en makelaar George Lièvre en was gevestigd in San Francisco. Het had meerdere vestigingen in die stad, maar ook in Oakland (Broadway 1530), San José, Sacramento (K Street 808), Stockton, Fresno, Los Angeles en San Diego. In 1920 kocht de heer Reich de heer Lièvre uit, maar de naam bleef behouden.

## Locaties
De winkel in Los Angeles was gevestigd in het Isaac Bros. Building, South Broadway 737-745. In Oakland werd in 1922 een uitgebreide winkel geopend in een speciaal, luxueus nieuw gebouw. De architect van het pand was William Knowles. Ook in Sacramento werd Reich en Lièvre beschouwd als een toonaangevende damesmodezaak, samen met Weinstock's. 
Vanaf 1922 verkocht de winkel in Oakland bijvoorbeeld (voor vrouwen) jurken, pakken, omslagdoeken, jassen, jurken, informele jurken, hoeden, kousen, sluiers, dassen, zakdoeken, ondergoed, onderrokken, blouses en truien. Daarnaast werden in nieuwe afdelingen sportkleding, schoenen, sieraden, handtassen, handschoenen en korsetten verkocht. De winkel verkocht ook babykleding, kinderkleding en er was een schoonheidssalon gevestigd. 

## Epiloog
De winkelketen ging in 1927 failliet. Het vier verdiepingen tellende winkel van 4.600 m² in Oakland werd een filiaal van de Bedell-keten. In San Francisco werd de winkel op Stockton Street 51, vlak bij Union Square, eigendom van Reich. 
Volgens een rapport uit 1982 runde de kleinzoon van Reich, Jay Rich, een keten van Rich's Women's Apparel-winkels in Sacramento, Carmichael, Yuba City en Roseville.